# Caspofungina
La  caspofungina è un principio attivo antimicotico, di indicazione specifica contro alcune malattie causate da funghi patogeni, è il prodotto semi sintetico della pneumocandicina prodotta da Glarea lozoyensis.

## Farmacocinetica
La Caspofungina non è assorbibile per via orale quindi è somministrata in endovena; essa possiede una legame proteico molto elevato e un'ottima distribuzione tissutale con spiccato interesse per il cervello. IL farmaco è metabolizzato a livello epatico e eliminato mediante feci e urine. L'emivita è di 10-15 ore ma minore nei bambini.

## Farmacodinamica
La caspofungina agisce sulla parete cellulare uccidendo la cellula per osmosi. Risulta attiva su moltissimi ceppi di Candida rendendola perfetta per la terapia per candidiosi anche meningee, Aspergillus risulta anche sensibile.

## Meccanismo d'azione
Il meccanismo d'azione della Caspofungina è assai caratteristico poiché a differenza della maggior parte degli antimicotici essa attacca la parete cellulare e non la membrana risultando poco tossica per l'uomo.
La caspofungina come le altre echinocandine fondamentalmente inibiscono non competitivamente l'enzima glucano sintetasi che quindi non forma più il 1,3-β-glucano un polisaccaride essenziale per il cell-wall. La cellula muore per osmosi.

## Indicazioni
Viene utilizzato come terapia contro forme di aspergillosi che resistono ad altri farmaci, candidemia e candidosi (in determinate circostanze, come ad esempio in caso di infezioni di HIV).

## Controindicazioni
Sconsigliato in soggetti con insufficienza epatica, da evitare in caso di gravidanza e ipersensibilità nota al farmaco.

## Effetti indesiderati
Fra gli effetti collaterali più frequenti si riscontrano anemia, eosinofilia, dolore addominale, cefalea, nausea, febbre, vasculite, anoressia, tachicardia, tachipnea, ematuria.